# Погорелец (Ленинградская область)
Погоре́лец — деревня в Шугозёрском сельском поселении Тихвинского района Ленинградской области.

## История
Деревня Погорелец упоминается на карте Новгородского наместничества 1792 года А. М. Вильбрехта.

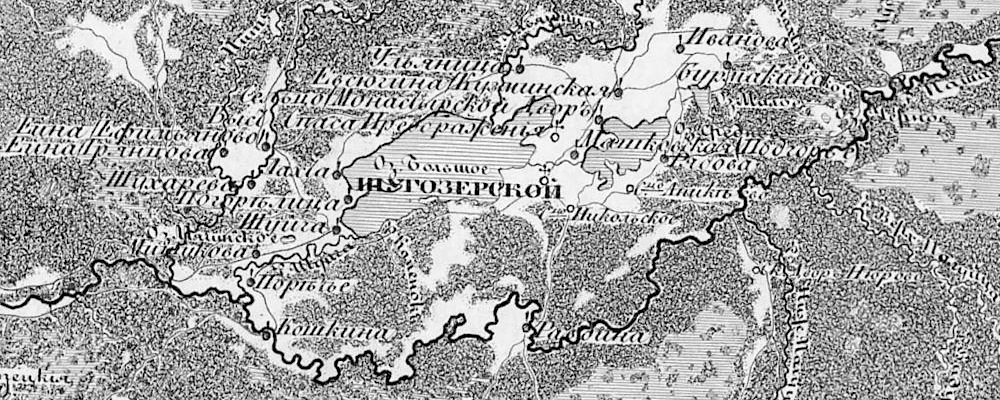
Деревня Погорелец на карте 1847 года

Согласно семитопографической карте Новгородской губернии 1847 года деревня называлась Погорелица.

ПОГОРЕЛИЦ (ПОГОРЕЛИЦЫ) — деревня, Погорельского общества, прихода Малошугозерского погоста.

Крестьянских дворов — 10. Строений — 18, в том числе жилых — 14.

Число жителей по семейным спискам 1879 г.: 35 м. п., 40 ж. п.; по приходским сведениям 1879 г.: 36 м. п., 42 ж. п.

По данным «Трудов комиссии по исследованию кустарной промышленности в России» выпуска 1882 года, деревня Погорелец насчитывала 14 крестьянских дворов, число мужских душ в деревне — 26, из них занятых кустарным изготовлением вёдер, подойников, шаек и бочек хозяев — 5.
В XIX — начале XX века деревня административно относилось к Кузьминской волости 2-го земского участка 2-го стана Тихвинского уезда Новгородской губернии.
В начале XX века близ деревни находился курган.
Согласно «Списку населённых мест Новгородской губернии» за 1910 год, деревня называлась Погорельцы.
По сведениям на 1 января 1913 года в деревне было 133 жителя из них детей в возрасте от 8 до 11 лет — 14 человек. В деревне работала школа.
С 1917 по 1918 год деревня Погорелец входила в состав Кузьминской волости Тихвинского уезда Новгородской губернии. 
С 1918 года в составе Череповецкой губернии.
С 1924 года в составе Капшинской волости.
С 1927 года в составе Погорелецкого сельсовета Капшинского района.
В 1928 году население деревни Погорелец составляло 114 человек.
Согласно карте Ленинградской области Северо-западного аэрогеодезического треста ГГУ издания 1932 года деревня насчитывала 12 крестьянских дворов:
| Внешние изображения | Внешние изображения                  |
| ------------------- | ------------------------------------ |
|                     | Деревня Погорелец на карте 1932 года |

По данным 1933 года деревня Погорелец входила в состав Погорельского сельсовета Капшинского района с административным центром в деревне Шуйга.
В 1958 году население деревни Погорелец составляло 69 человек.
С 1963 года в составе Кузьминского сельсовета Тихвинского района.
По данным 1966 и 1973 годов деревня Погорелец также входила в состав Кузьминского сельсовета Тихвинского района.
По данным 1990 года деревня Погорелец входила в состав Шугозёрского сельсовета Тихвинского района.
В 1997 году в деревне Погорелец Шугозерской волости проживали 12 человек, в 2002 году — 10 человек (все русские).
В 2007 году в деревне Погорелец Шугозерского СП проживали 6 человек.

## География
Деревня расположена в северо-восточной части района на автодороге 41К-920 (Шуйга — Погорелец).
Расстояние до административного центра поселения — 6 км.
Деревня находится на северном берегу Шугозера.

## Демография
| 2007 | 2010 | 2017 |
| ---- | ---- | ---- |
| 6    | ↗7   | ↗11  |

### Национальный состав
Согласно данным Всероссийской переписи населения 2021 года в деревне проживали 12 человек, из них:
 русские — 11, белорусы — 1 человек.

## Инфраструктура
В 2008 году в непосредственной близости от деревни на берегу Шугозера было создано хозяйство, занимающееся разведением форели.

## Улицы
Майская.